# NDUFAF1
NDUFAF1 (англ. NADH:ubiquinone oxidoreductase complex assembly factor 1) – білок, який кодується однойменним геном, розташованим у людей на короткому плечі 15-ї хромосоми. Довжина поліпептидного ланцюга білка становить 327 амінокислот, а молекулярна маса — 37 764.
| 10         |  | 20         |  | 30         |  | 40         |  | 50         |
| ---------- |  | ---------- |  | ---------- |  | ---------- |  | ---------- |
| MALVHKLLRG |  | TYFLRKFSKP |  | TSALYPFLGI |  | RFAEYSSSLQ |  | KPVASPGKAS |
| SQRKTEGDLQ |  | GDHQKEVALD |  | ITSSEEKPDV |  | SFDKAIRDEA |  | IYHFRLLKDE |
| IVDHWRGPEG |  | HPLHEVLLEQ |  | AKVVWQFRGK |  | EDLDKWTVTS |  | DKTIGGRSEV |
| FLKMGKNNQS |  | ALLYGTLSSE |  | APQDGESTRS |  | GYCAMISRIP |  | RGAFERKMSY |
| DWSQFNTLYL |  | RVRGDGRPWM |  | VNIKEDTDFF |  | QRTNQMYSYF |  | MFTRGGPYWQ |
| EVKIPFSKFF |  | FSNRGRIRDV |  | QHELPLDKIS |  | SIGFTLADKV |  | DGPFFLEIDF |
| IGVFTDPAHT |  | EEFAYENSPE |  | LNPRLFK    |  |            |  |            |

A: Аланін

C: Цистеїн

D: Аспарагінова кислота

E: Глутамінова кислота

F: Фенілаланін

G: Гліцин

H: Гістидин

I: Ізолейцин

K: Лізин

L: Лейцин

M: Метіонін

N: Аспарагін

P: Пролін

Q: Глутамін

R: Аргінін

S: Серин

T: Треонін

V: Валін

W: Триптофан

Кодований геном білок за функціями належить до шаперонів, фосфопротеїнів. 
Локалізований у мітохондрії.